# Point Me at the Sky
«Point Me at the Sky» és el cinquè senzill britànic del grup anglès Pink Floyd, que va sortir al mercat el 17 de desembre de 1968. La cançó va sorgir d'una col·laboració inicial entre el baixista Roger Waters i el guitarrista David Gilmour. El senzill no es va editar als Estats Units. No bostant, va ser editat per Capital Records al Canadà (núm. de catàleg 72563) així com al Japó, i en alguns països europeus. Les veus en el vers de la cançó són cantats per Gilmour, i les veus del pont són compartides entre Gilmour i Waters.
Les lletres inclouen la línia "If you survive 'til 2005". Aquesta va ser, irònicament profètica, ja que el 2005 va tenir lloc la reunió final de la formació post-Barrett al Live 8.

## Crèdits
- David Gilmour: guitarra elèctrica, veu
- Roger Waters: baix, veu
- Rick Wright: teclat, orgue, cors
- Nick Mason: bateria, percussió